# Hans Rychner

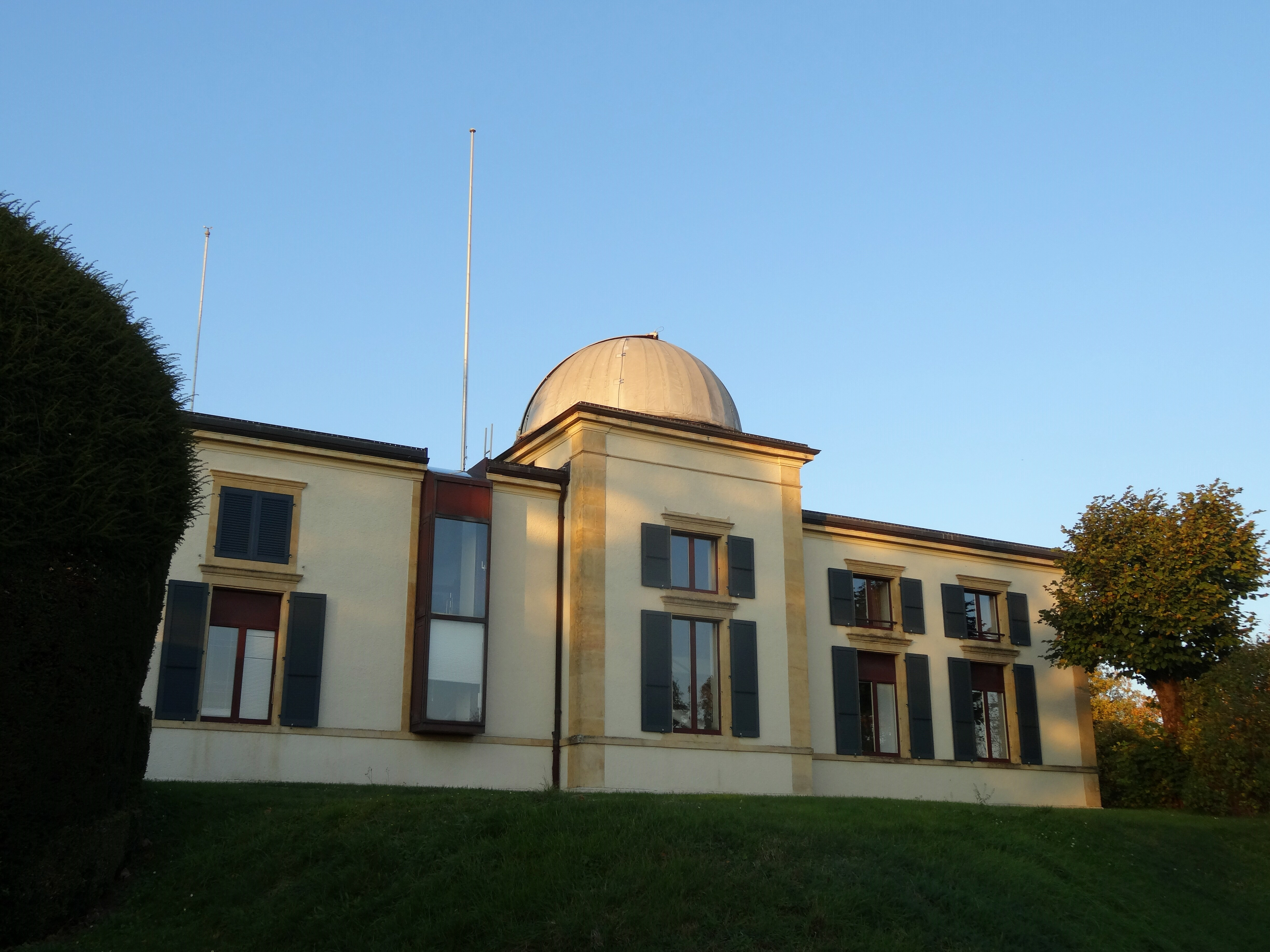
Kantonale Sternwarte Neuenburg, 1858

Hans Rychner (* 26. Oktober 1813 in Aarau; † 23. Mai 1869 in Neuenburg) war ein Schweizer Architekt. Die Büros, die er und seine Nachkommen, vor allem seine Söhne Adolphe (1844–1901), Alfred (1845–1918) sowie sein Enkel Alfred Henri Rychner-Ponchon (1881–1919) leiteten, prägten über Jahrzehnte das Baugeschehen Neuenburgs mit.

## Leben und Wirken
Hans Rychner war ausgebildeter Steinmetz, bevor er in den 1830er Jahren in München bei Friedrich von Gärtner in München studierte. 1836 hatte er eine Anstellung bei Louis Châtelain in Neuenburg, 1838 bis 1845 ein eigenes Büro in Freiburg zusammen mit Johann Jakob Weibel, mit dem er seit dem Studium in München befreundet war. Unter den Aufträgen waren das Schulhaus in Murten und Arbeiten an Schloss Barberêche.
Ab 1845 führte Rychner sein eigenes Büro in Neuenburg.  Bei der ersten Fête fédérale de gymnastique et tir des Armes-Réunies, einem siebentägigen Fest nach dem Sonderbundkrieg, baute er die Festgebäude. Er hatte eine Reihe offizieller Aufgaben, als Wettbewerbsrichter, unter anderem in den Jurys für das Bundeshaus in Bern und die Quaianlagen in Zürich, 1864 als amtlicher Prüfer für das Hauptgebäude des Polytechnikums. Als Quartiersplaner verantwortete er den ersten Alignementsplan für Biel (1853), Planungen für Le Locle und Murten.
In seiner Planungstätigkeit konnte er eine Vielzahl auch heute noch vorhandener und mittlerweile denkmalgeschützter Gebäude errichten, er war unter anderem Spezialist für Schulhausbauten: Neuenburg (1854 und 1860), La-Chaux-de-Fonds (1860), Biel (1863), Twann, Ligerz, La Neuveville, St.-Imier, Cudrefin, Boudry etc. Er baute Spitäler, Kirchen (1851–1853 deutsche reformierte Kirche La-Chaux-de-Fonds), Villen, Miets- und Wohnhäuser (1854 die Uhrenmacherhäuser in Murten, 1859 Wohnhaus und Freimaurerloge in Neuenburg), öffentliche Gebäude (1864 Ausstellungsgalerie Neuenburg, 1859 Observatorium Neuenburg), Bade- und Hafenanlagen.